# 장하진
장하진(張夏眞, 1951년 12월 20일 ~ )은 충남대학교 교수를 지낸 대한민국의 사회학자이며, 노무현 정부의 여성가족부 장관을 역임하였다.

## 생애
이화여자대학교 재학 시절 민주화운동에 투신했다. 장하진은 이미경 전 더불어민주당 국회의원, 최영희 내일신문 부회장과 함께 이화여대에 학생운동을 뿌리내리게 한 트로이카였다. 대학 2학년때 지하서클 '새얼'에서 신문을 발행하며 이대 최초의 조직적 학생운동을 벌이기도 한 그녀는 당시 이대에서 ‘금관의 예수’ 공연을 한 뒤 도망 다니던 시인 김지하를 집 근처에 숨겨줬다가 중앙정보부에 끌려가기도 했다.
1980년부터 충남대학교 사회학과 교수로 재직하며 여성 노동 및 빈민 여성 문제에 관심을 갖고 진보적인 학술운동을 전개했다. 1980년대 후반 여성학자들의 모임인 '여성연구회'를 '한국여성연구소'로 발전시켰고, 1999년 여성의 정치세력화를 지향하는 '여성정치세력 시민연대'의 창립을 주도하며 대표를 지냈다.
학계와 여성단체뿐 아니라 열린우리당 열린정책연구원 이사, 정책기획위원, 정부혁신·지방분권위원, 국민경제자문위원 등 정부위원회 활동에 활발히 참여해 정부 정책결정과정 및 정책기조에 대한 이해도가 높다는 평가를 받았고, 제9대 한국여성개발원(현 여성정책연구원) 첫 공채 원장을 역임하며 조직관리능력과 업무추진능력을 인정받았다.
노무현 정부 시절 2005년 1월부터 2008년 2월까지 제3대 여성부 장관, 초대 여성가족부 장관을 역임하며 참여정부 최장수 장관을 지냈다.
2009년 6월부터 2010년 12월까지 참여정부의 국정철학과 비전을 연구·발전시키는 싱크탱크 한국미래발전연구원 원장을 역임했다.
2010년 6·2 지방선거에서 한명숙 서울시장후보 공동선거대책위원장을 맡았고, 민주통합당 민주정책연구원 이사, 한국미래발전연구원 이사, 사람사는 세상 노무현재단 운영위원, 국민시대 공동대표 등을 역임했다.
2017년 7월부터 국회 공직자윤리위원회 위원장으로 활동하고 있다.

## 학력
- 광주교육대학교 광주부설초등학교 졸업
- 전남여자중학교 졸업
- 전남여자고등학교 졸업
- 이화여자대학교 사회학과 학사
- 이화여자대학교 대학원 사회학과 석사
- 이화여자대학교 대학원 사회학과 박사

## 경력
- 1981년 충남대학교 사회과학대학 사회학과 교수
- 1986년 한국여성연구소 소장
- 1987년 독일 Freie Universitat Berlin 연구교수
- 1987년 미국 Davis & Elkins College 초빙교수
- 1987년 한국여성연구회 공동대표
- 1987년 대전 충남여민회 공동대표
- 1990년 「여성과 사회」 편집위원
- 1994년 한국사회학회 이사
- 1995년 제4차 유엔 세계여성대회를 위한 한국여성 NGO 위원회 사회개발분과 위원장
- 1995년 정무 제2장관실 여성정책실무위원
- 1996년 여성단체연합 정책위원
- 1996년 충남도청 여성정책심의위원회 위원
- 1997년 서울 여성노동자회 이사
- 1997년 대전고등법원 민사조정위원회 위원
- 1998년 전남대학교 교환교수
- 1998년 국민회의 정치개혁특별위원회 국회제도 분과위원
- 1998년 한국여성학회 이사
- 1999년 여성정치세력시민연대 대표
- 2000년 대통령자문 교육인적자원부 정책위원회 위원
- 2001년 대통령자문 국민경제자문회의 위원
- 2001년 여성부 정책자문위원회 위원
- 2001년 유네스코 한국위원회 사회과학분과 위원
- 2001년 제9대 한국여성개발원 원장
- 2002년 한국외국어대학교 이사
- 2002년 노사정위원회 상무위원
- 2002년 농림부 여성농업인정책자문회의 위원
- 2002년 대통령직속 중소기업특별위원회 위원
- 2003년 대통령직속 정부혁신, 지방분권위원회 위원
- 2003년 과학기술중심사회 기획위원회 위원
- 2003년 민주평화통일자문회의 상임위원
- 2003년 한국간행물윤리위원회 위원
- 2004년 대검찰청 감찰위원회 위원
- 2004년 대통령직속 정책기획위원회 위원
- 2004년 통일부 통일교육심의위원회 위원
- 2004년 열린우리당 열린정책연구원 이사
- 2005년 제3대 여성부 장관
- 2005년 제1대 여성가족부 장관
- 2008년 민주당 민주정책연구원 이사
- 2009년 한국미래발전연구원 원장
- 2009년 한국미래발전연구원 이사
- 2009년 사람사는세상 노무현재단 운영위원
- 2010년 한명숙 서울시장후보 공동선거대책위원장
- 2011년 혁신과 통합 추진위원
- 2011년 한국어린이도서관협회 이사장
- 2011년 국민시대 공동대표
- 2014년 장병준선생 기념사업회 회장
- 2015년 새정치민주연합 국정자문회의 위원
- 2017년 국회 공직자윤리위원회 위원장
- 2022년 국정연구포럼 공동대표

## 가족
- 동생은 문재인 정부의 초대 청와대 정책실장으로 임명된 장하성 고려대학교 경영대학원 교수이다.[10]
- 남편은 김홍명(金弘明, 1945–2024) 조선대학교 총장, 명예교수이었다.

## 저서 및 논문
- 한국의 보육정책
- 여성노동론
- 노동과정에 나타난 성별 직무분리의 상태와 의식에 관한 연구
- 산업구조조정과 여성노동시장의 변화: 금융산업을 중심으로
- 노동자 가족의 노동력 재생산
- 성주류화 관점에서의 생산적 여성복지정책 연구
- 여성노동정책 50년사

## 상훈
- 2002년 자랑스런 광주·전남 향우인상
- 2007년 자랑스런 전남여고인상
- 2009년 청조근정훈장
- 2011년 올해의 명가(名家)상